# Рикроловање
Рикроловање (енгл. Rickrolling) или рикрол је мим, подвала у којој се жртви шаље линк до песме Рика Естлија „Never Gonna Give You Up” под маском било ког другог.

#### Песма
Песма Рика Естлија „Never Gonna Give You Up” је настала 1987. године, налазила се у његовом албуму „Whenever You Need Somebody”. У то време је била једна од најпопуларнијих песама.

#### Настанак подвале
Подвала је настала маја 2007. године на 4chan-у. Линк је требао да води до трејлера видео-игре Grand Theft Auto IV, а у ствари је водио до песме „Never Gonna Give You Up”. После те подвале, она постаје све популарнија, чак и од оне старије верзије Bait and Switch-а "Duckrolling", која је пре била популарна. Рикроловање је достигло огромну популарност 1. априла 2007. године, у дану шале и подвала.

### Популарност у подвале 2008. године
Популарност рикрола је достигла врхунац 2008. године; 18 милиона људи у САД било је рикроловано, по анкети SurveyUSA из априла 2008. године.